# Muzea w Łodzi
Wśród licznych placówek muzealnych, które znajdują się w Łodzi, jest m.in. Muzeum Sztuki – z unikatową w skali Europy, gromadzoną od lat 30. XX w., kolekcją sztuki nowoczesnej, Centralne Muzeum Włókiennictwa – posiadające (w zabytkowym gmachu Białej Fabryki Ludwika Geyera) największą w Polsce kolekcję tkaniny artystycznej, Muzeum Historii Miasta Łodzi (w pałacu Izraela Poznańskiego, jednego ze współtwórców XIX-wiecznej potęgi przemysłowej miasta), czy Muzeum Archeologiczne i Etnograficzne – z zabytkami regionu łódzkiego oraz dużą kolekcją numizmatyczną – z monetami, wśród których wiele prezentowanych ocalało tylko w kilku lub kilkunastu egzemplarzach na świecie.

## Muzeum Miasta Łodzi

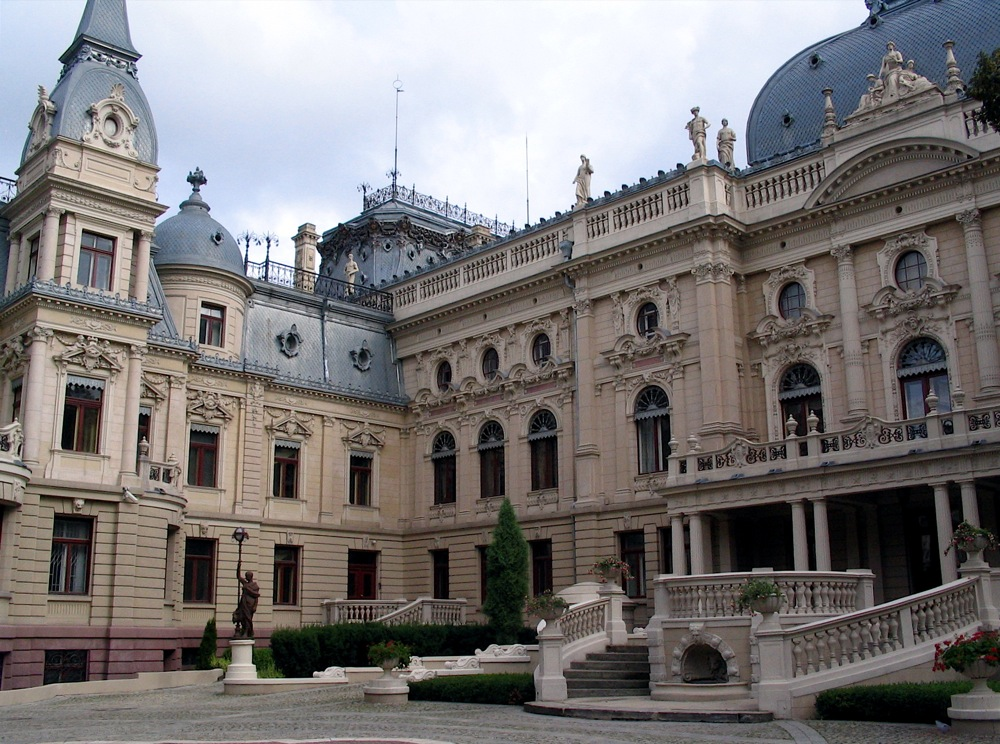
Pałac Izraela Poznańskiego

### Siedziba główna

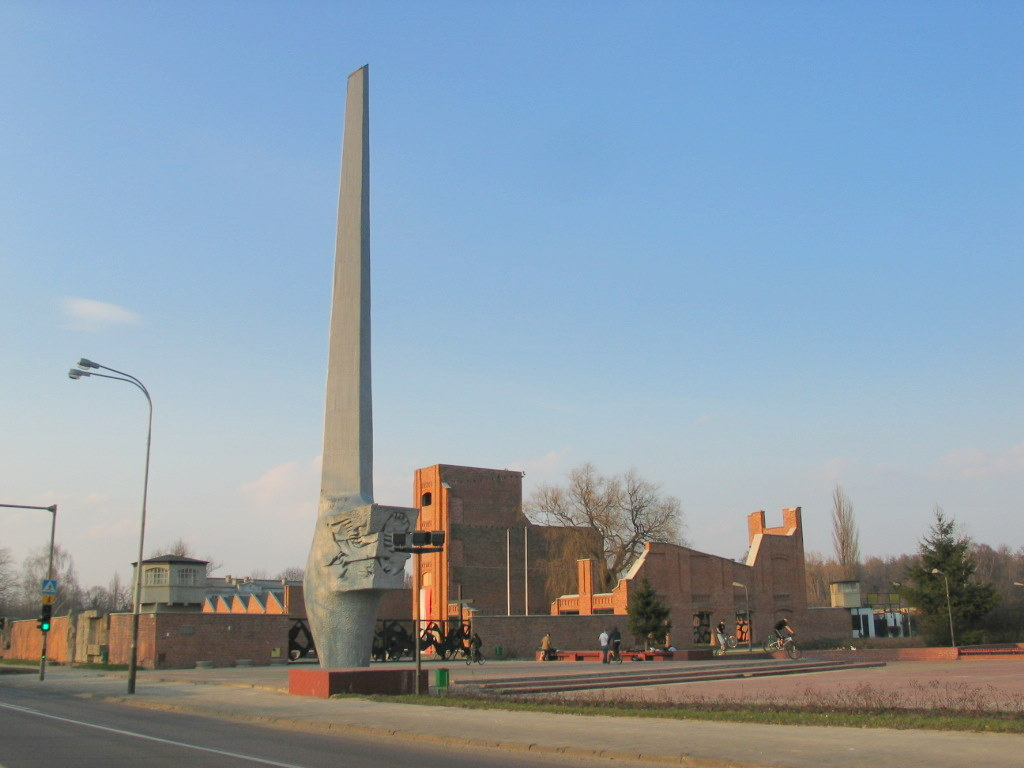
Mauzoleum na Radogoszczu

Łódź, ul. Ogrodowa 15, Pałac Poznańskich
Z dziejów Łodzi – historia, kultura, codzienność:
- Triada łódzka – trzy wielkie społeczności: Polacy, Niemcy, Żydzi
- Gabinet Poznańskiego

Panteon Wielkich Łodzian:
- Jan Karski Gabinet prof. Jana Karskiego
- Marek Edelman i Alina Margolis-Edelman Życie jest najważniejsze...
- Władysław Reymont Władysław Stanisław Reymont i Ziemia Obiecana
- Julian Tuwim A ja Łódź wolę! Literackie ślady Juliana Tuwima
- Jerzy Kosiński Życie jak bestseller
- Karl Dedecius Między dwoma przylądkami mowy

Galeria Muzyki im. Artura Rubinsteina:
- Aleksander Tansman Życie i dzieło
- Artur Rubinstein Muzeum Mistrza Artura

Malarstwo artystów żydowskich – z kolekcji Davida Malka
W kręgu sztuki łódzkiej – Konstanty Mackiewicz
Galeria Mistrzów Polskich

### Muzeum Sportu i Turystyki
Łódź, ul. ks. Skorupki 21, Hala Sportowa
Wystawa stała: Z dziejów sportu i turystyki łódzkiej

### Muzeum Kanału „Dętka”
Łódź, pl. Wolności

## Muzeum Sztuki w Łodzi

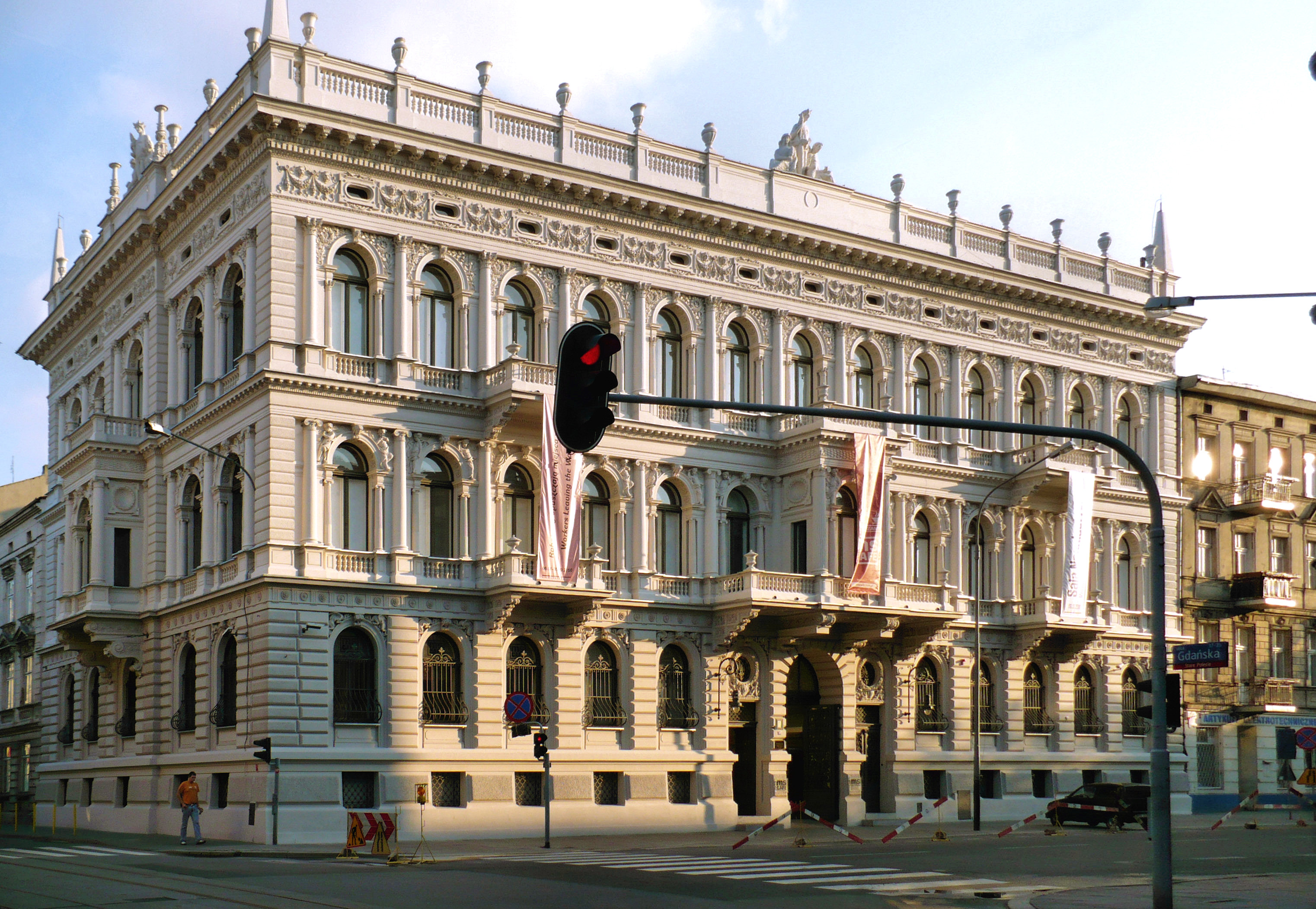
Pałac Maurycego Poznańskiego

Misją Muzeum jest kreowanie warunków umożliwiających współczesnemu odbiorcy komunikację z twórczością artystyczną minionych i obecnych pokoleń, a poprzez to rozbudzanie w nim umiejętności samodzielnego widzenia, rozumienia i odczuwania otaczającej go rzeczywistości. Muzeum promuje sztukę jako istotny element społecznego życia zdolny czynić ludzką egzystencję pełniejszą i bardziej wartościową. Misyjny cel jest realizowany poprzez gromadzenie, konserwację i opracowywanie zbiorów, a także poprzez realizację przedsięwzięć artystycznych oraz szeroko rozumianą działalność naukową, edukacyjną i popularyzatorską. Przez wzgląd na ścisły związek łączący historię Muzeum z historią awangardy, w jego działalności szczególny nacisk kładzie się na promocję progresywnych zjawisk artystycznych oraz na współpracę z ich twórcami.

### Muzeum Sztuki – ms1 (gmach główny)
Łódź, ul. Więckowskiego 36, Pałac Maurycego Poznańskiego
Wystawa stała:
– uzupełniana nowymi dziełami: Sala Noeoplastyczna. Kompozycja Otwarta
Wystawy czasowe: sztuka współczesna
księgarnia, biblioteka, kawiarnia

### Muzeum Sztuki – ms2
Łódź, ul. Ogrodowa 19, Fabryka Izraela Poznańskiego w Łodzi
Wystawa stała:
– przekształcana i aktualizowana ekspozycja kolekcji sztuki XX i XXI wieku (w tym kolekcji grupy a.r.)
Wystawy czasowe: sztuka awangardowa (XX wiek) i współczesna
księgarnia, kawiarnia, sala konferencyjna

### Muzeum Pałac Herbsta
Łódź, ul. Przędzalniana 72, Pałac Edwarda Herbsta
Wystawa stała:
- Kolekcja sztuki dawnej

## Centralne Muzeum Włókiennictwa

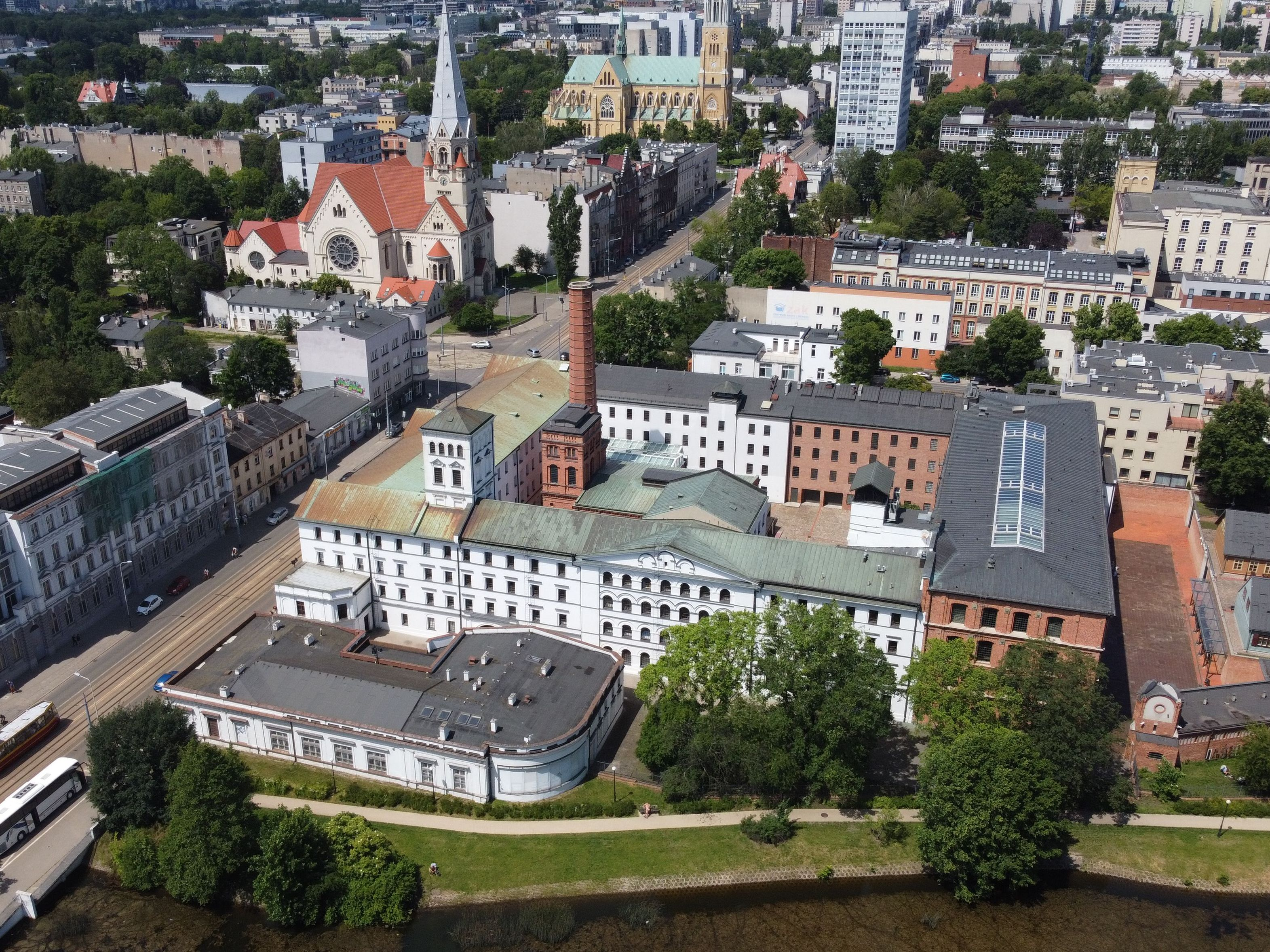
Biała Fabryka Geyera

### Siedziba główna
Łódź, ul. Piotrkowska 282, Biała Fabryka Geyera
Wystawy stałe:
– Rekonstrukcja tkalni z przełomu XIX i XX w. Prezentacja maszyn w ruchu
– Kotłownia – muzeum interaktywne
Wystawy czasowe:
– 16. Międzynarodowe Triennale Tkaniny (5 października 2019 r. – 15 marca 2020 r.)

### Łódzki Park Kultury Miejskiej
Łódź, ul. Piotrkowska 282

## Muzeum Kinematografii

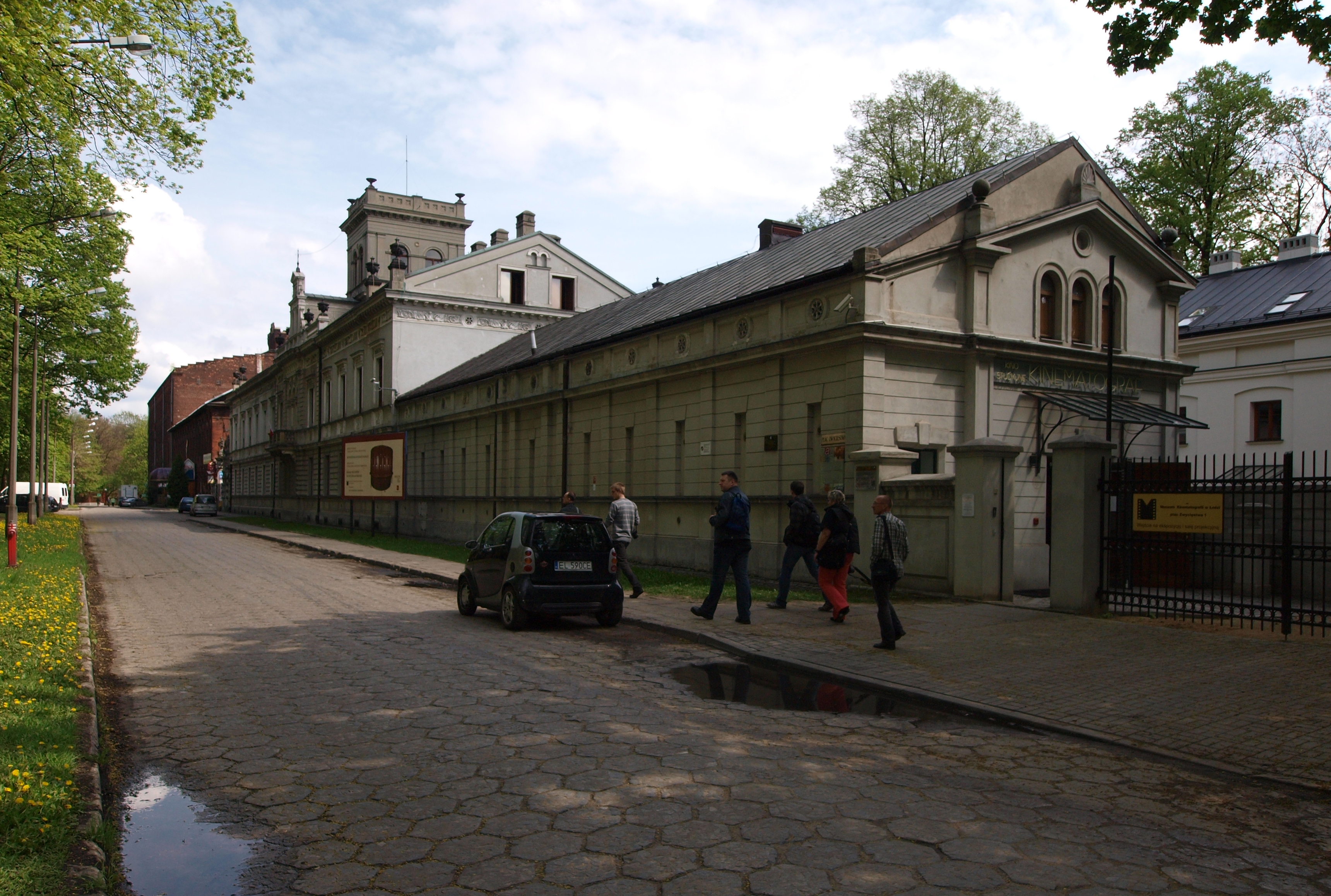
Muzeum Kinematografii

Łódź, pl. Zwycięstwa 1, Pałac Karola Scheiblera
W zbiorach znajdują się:
– urządzenia z epoki poprzedzającej erę filmu – fotoplastykon, mutoskop
– kolekcja aparatów fotograficznych, kamer filmowych, projektorów, sprzętu oświetleniowego i pomocniczego (statywy, wózki kamerowe, reflektory, kopiarki)
– duży zbiór plakatów filmowych polskich i zagranicznych (unikatowa kolekcja plakatów z lat 20. i 30.)
– kolekcja fotosów filmowych, werków, programów i druków towarzyszących, dokumentów
– pamiątki związane z niektórymi twórcami (m.in. Aleksandra Forda, Jana Rybkowskiego, Anatola Radzinowicza, Andrzeja Munka)
– obrazki z bajek, scenografia filmu animowanego
– zaproszenie do królestwa Lailonii
– mistrzowskie trofea, Nagrody Andrzeja Wajdy 1958–2000

## Se-ma-for Muzeum Animacji

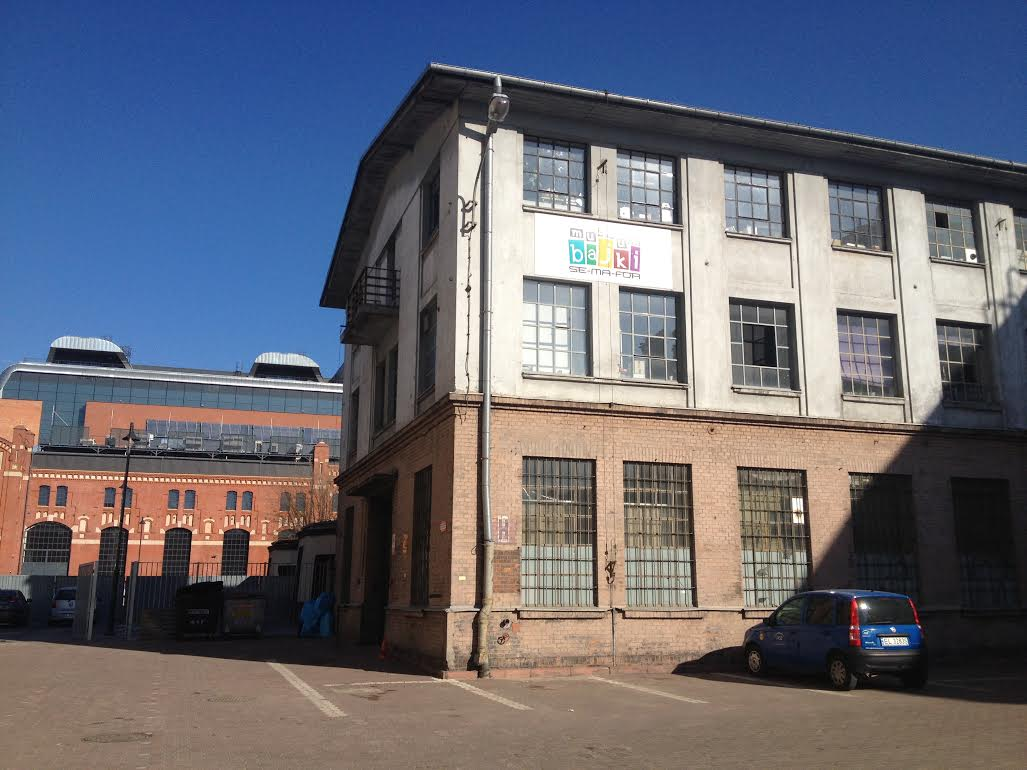
Muzeum Animacji Se-ma-for

Łódź, al. Piłsudskiego 135
Przy studio filmowym powstało muzeum, gdzie można obejrzeć lalki, dekoracje i rekwizyty ze słynnych filmów animowanych wyprodukowanych w Se-ma-forze. Są tam i Miś Uszatek i Miś Colargol, Pingwin Pik-Pok i oscarowy Piotruś i wilk. Na sali projekcyjnej pokazywane są filmy, a pracownicy studia opowiadają zwiedzającym o technikach animacji, realizacji zdjęć filmowych, budowie lalek i dekoracji. W pierwszym roku istnienia muzeum odwiedziło ponad dziesięć tysięcy gości – głównie dzieci i młodzież. W 2018 roku prywatne muzeum z powodu długów zostało zamknięte. Część zbiorów wróciła do Muzeum Kinematografii i Muzeum Archeologiczno-Etnograficznego, część figurek zajął komornik. W 2019 roku figurki zajęte przez komornika zostały przekazane do Narodowego Centrum Kultury Filmowej. Plany filmowe, które posiadało muzeum zostały wyrzucone na zewnątrz i uległy zniszczeniu.

## Muzeum Archeologiczne i Etnograficzne

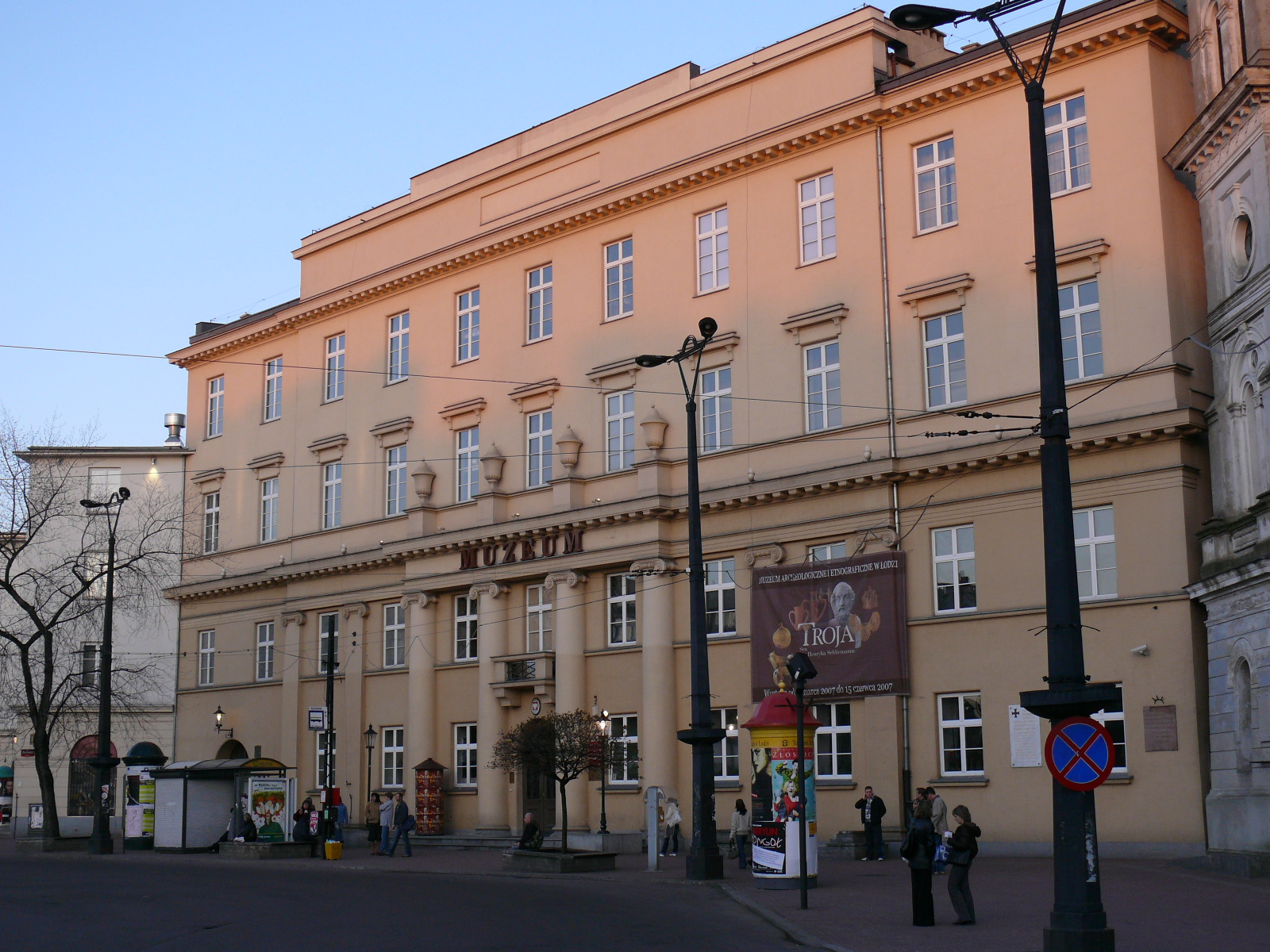
Siedziba Muzeum Archeologicznego i Etnograficznego

Łódź, pl. Wolności 14 
Wystawy stałe:
– wystawa archeologiczna
– Szare jak ziemia, barwne jak pamięć (wystawa etnograficzna)
– Pieniądz na ziemiach polskich (wystawa numizmatyczna)

## Muzeum Tradycji Niepodległościowych

### Siedziba główna
Łódź, ul. Gdańska 13
Wystawy stałe:
– Więzienie przy Długiej (Gdańskiej) w Łodzi 1885–1953
– Drogi do Niepodległej 1791–1921

### Oddział Martyrologii Radogoszcz
Łódź, ul. Zgierska 147
Wystawy stałe:
– Radogoszcz 1939–1945
– Łódź i Ziemia Łódzka w latach wojny i okupacji 1939–1945

### Oddział Stacja Radegast
Łódź, al. Pamięci Ofiar Litzmannstadt Getto 12
- Kuźnia Romów – miejsce byłego obozu koncentracyjnego dla Romów i Sinti w łódzkim getcie, znajduje się przy ul. Wojska Polskiego 84[3].

## Muzeum Dzieci Polskich – ofiar totalitaryzmu. Niemiecki nazistowski obóz dla polskich dzieci w Łodzi (1942-1945)
Łódź, ul. Piotrkowska 90 (siedziba tymczasowa)
Muzeum poświęcone historii obozu prewencyjnego dla młodych Polaków Policji Bezpieczeństwa przy ul. Przemysłowej w Łodzi.

## Muzeum Książki Artystycznej – Book Art Museum
Łódź, ul. Tymienieckiego 24 
Muzeum prezentuje książkę w mnogości form i materiałów oraz proces jej realizacji na różnych urządzeniach. W muzeum powstają nowe książki, projekty wystaw, programy wykorzystujące technologie komputerowe dla celów edukacyjnych i promocyjnych. Równolegle zbierane i remontowane są zabytkowe urządzenia do realizacji książek. Powstaje też biblioteka książek artystów polskich i zagranicznych i „książek o książkach”.

## Muzeum Papieru i Druku
Łódź, ul. Piotrkowska 303 na terenie Ogrodów Geyera
Otwarte 19 listopada 2007 w Instytucie Papiernictwa i Poligrafii PŁ. Zgromadzone są w nim zabytkowe urządzenia do produkcji papieru, maszyny typograficzne oraz introligatorskie i inne zbiory eksponatów ukazujące historię papiernictwa, drukarstwa i introligatorstwa. Od 2013 siedzibą muzeum jest „Dom Papiernika”, a od lipca 2024 pofabryczny budynek zlokalizowany w kompleksie Ogrody Geyera.

## Muzeum Oświaty Ziemi Łódzkiej
Łódź, ul. Wólczańska 202 
Muzeum Oświaty Ziemi Łódzkiej zostało utworzone w 1983 w ramach Pedagogicznej Biblioteki Wojewódzkiej w Łodzi jako Wydział Zbiorów Specjalnych. Placówka gromadzi dokumenty i eksponaty związane z historią szkolnictwa w regionie łódzkim. Zbiory są popularyzowane w formie wystaw, lekcji muzealnych oraz publikacji.

## Muzeum Książki Dziecięcej
Łódź, ul. Gdańska 100/102 
Muzeum zostało utworzone w 1964 w ramach Wojewódzkiej i Miejskiej Biblioteki Publicznej. Zbiory liczą 17 tysięcy woluminów i zawierają książki wydane od XVIII w. do czasów współczesnych.

## MuzeumUniwersytetu Łódzkiego
Łódź, ul. Franciszkańska 1/5 (pałac Biedermanna)

## Muzeum Przyrodnicze Uniwersytetu Łódzkiego

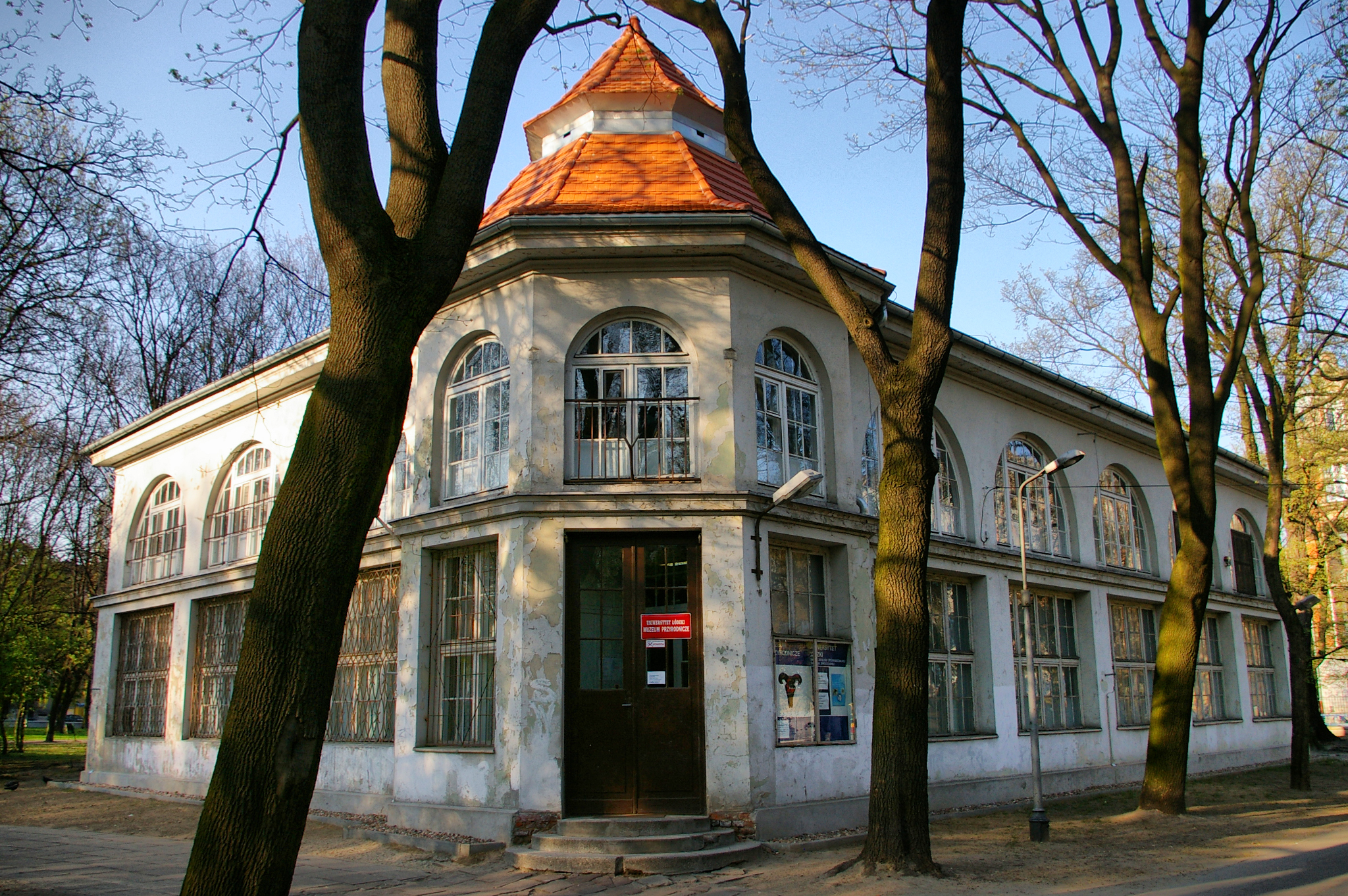
Muzeum Przyrodnicze Uniwersytetu Łódzkiego w parku im. H. Sienkiewicza

Łódź, ul. Kilińskiego 101 (Park Sienkiewicza) 
Przez wszystkie lata istnienia muzeum intensywnie pozyskiwano nowe eksponaty i kolekcje. Część współczesnych zbiorów posiada wartość historyczną i pochodzi jeszcze z czasów przedwojennych. W kolekcji znajdują się okazy rzadko eksponowane w polskich muzeach przyrodniczych. Liczbę wszystkich muzealiów szacuje się na ponad 100 000, a najliczniejszą ich grupę stanowią owady. W placówce organizowane są również wystawy czasowe.

## Muzeum Geologiczne Uniwersytetu Łódzkiego
Łódź, ul. Kopcińskiego 31 (Uniwersytet Łódzki)
W muzeum można podziwiać ponad 8000 minerałów, skał, skamieniałości, kryształów oraz związków chemicznych.
Wystawy stałe:
- Świat minerałów
- Kamień budowlany i ozdobny w architekturze
- Przyroda Łodzi i regionu Łódzkiego
- Kryształy w przyrodzie i technice

## Muzeum Uniwersytetu Medycznego w Łodzi
Łódź, ul. Żeligowskiego 7/9
W Muzeum na ponad 800 metrach kwadratowych powierzchni znajdują się eksponaty związane z medycyną od najdawniejszych czasów, cenne starodruki i dokumenty (w tym dzieło Paracelsusa, Zielnik Szymona Syreńskiego wydrukowany w języku polskim w 1612, podręczniki chirurgii polowej Ludwika Perzyny czy zaświadczenie napisane przez Roberta Kocha), obraz Wojciecha Kossaka, stare narzędzia i sprzęty lekarskie, pamiątki związane z historią polskiej wojskowej służby zdrowia od Legionów Piłsudskiego przez II Rzeczpospolitą, powstanie warszawskie, PRL po czasy współczesne, mundury lekarzy wojskowych od czasów napoleońskich po misję w Iraku czy dioramy przedstawiające leczenie rannych żołnierzy na polach bitew na przestrzeni ostatnich dwóch wieków. Muzeum prezentuje również historię polskiego wyższego szkolnictwa wojskowo-medycznego od Centrum Wyszkolenia Sanitarnego przez Wojskową Akademię Medyczną po Wydział Wojskowo-Lekarski Uniwersytetu Medycznego w Łodzi.

## MuzeumArchidiecezji Łódzkiej
Łódź, ul. ks. Skorupki 3 
Muzeum w swoich zbiorach posiada eksponaty sztuki sakralnej; zarówno malarstwo (np. Znalezienie Mojżesza z XVII w.), rzeźbę (figurka Madonny z Dzieciątkiem z I poł. XV w.), tkactwo a także eksponaty numizmatyczne, filatelistyczne i książkowe.

## Muzeum Komunikacji Miejskiej w Łodzi
Łódź, ul. Wierzbowa 51
Muzeum w swoich zbiorach posiada m.in. archiwalne zdjęcia, kasowniki, bilety, wyposażenie konduktorskie, elementy mundurów, tablice informacyjnem, historyczne rozkłady jazdy czy modele tramwajów z ostatnich 110 lat.

## Muzeum Fabryki

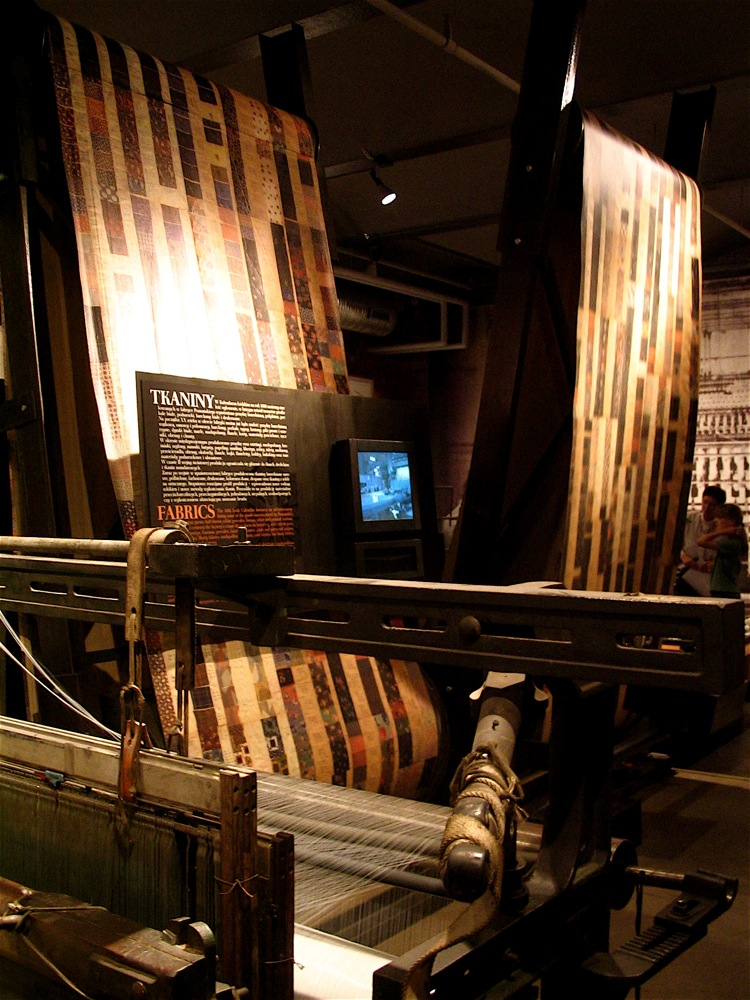
Muzeum Fabryki

Łódź, ul. Drewnowska 58 (Manufaktura)
Muzeum Fabryki prezentuje XIX-wieczną Łódź: zdjęcia z tamtego okresu, a także pracujące krosna. Umożliwia dotknięcie ówczesnej bawełny lub ufarbowanie kawałka tkaniny.

## Centrum Nauki „Experymentarium”
Łódź, ul. Drewnowska 58 (Manufaktura)
Interaktywne muzeum, w którym każdego eksponatu można dotknąć, a każde urządzenie uruchomić. Ekspozycja dotyczy m.in. takich zagadnień jak optyka, astronomia, chemia, genetyka i inne. Patronat merytoryczny nad projektem objęły Politechnika Łódzka oraz Uniwersytet Łódzki.

## Muzeum Farmacji im. prof. Jana Muszyńskiego w Łodzi
Łódź, pl. Wolności 2
W muzeum zgromadzono ponad 3 tys. eksponatów (najstarsze z XVIII wieku), np. puszki i menzury oraz XIX-wieczne żeliwne moździerze.

## Muzeum Widzewa
Łódź, al. Piłsudskiego 138
Muzeum prezentuje eksponaty z całej historii klubu sportowego Widzew Łódź. Największa sekcja dotyczy piłki nożnej. Znajdują się tam m.in. zdjęcia piłkarzy od momentu powstania klubu w 1910 (wtedy jako Towarzystwo Miłośników Rozwoju Fizycznego Widzew) aż do czasów obecnych, prezentowane są również bilety, włącznie z tymi z europejskich pucharów, proporczyki, afisze reklamowe meczów, puchary, stroje sportowe, legitymacje członkowskie, dyplomy zdobywane przez widzewskich siatkarzy, odznaczenia działaczy czy stroje Agnieszki Brandenbury - wychowanki klubu, reprezentującej Polskę na Igrzyskach Olimpijskich w Sydney w 2000. Całość ekspozycji wzbogacona jest o materiały filmowe i dźwiękowe a także zdjęcia prezentowane na panelach multimedialnych.

## Lapidarium detalu architektonicznego
Łódź, al. Kościuszki 19
Do zakresu działania Lapidarium należy gromadzenie i prezentowanie detali architektonicznych oraz elementów wyposażenia lub wykończenia wnętrz, ze szczególnym uwzględnieniem obiektów pochodzących z historycznych kamienic, pałaców, willi i fabryk z terenu Łodzi, oraz promowanie wiedzy na temat historii łódzkiej urbanistyki i architektury. Na wystawie stałej można zobaczyć m.in. rzeźby, sztukaterie elewacyjne i wnętrz budynków, fragmenty balustrad schodów, kafle, ozdobne drzwiczki piecowe, grzejniki.

## Muzeum Księży Młyn
Łódź, Księży Młyn 2
Niewielkie muzeum oferujące wgląd w codzienne życie mieszkańców Łodzi z epoki przemysłowej. Zbiory składają się w większości z przedmiotów użytku codziennego, które niegdyś były częścią domostw na Księżym Młynie.

## Muzeum Lalki
Łódź, ul. Przędzalniana 51/2U
W zbiorach muzeum znajduje się kilkadziesiąt lalek z różnych okresów historii oraz wykonanych w różnej techniczne (z włóczki, z plastiku, porcelany czy filcu). Muzeum poza wystawą oferuje również warsztaty z tworzenia lalek. Placówka powstała z inicjatywy Julity Pierzchały oraz Elżbiety Hibner.

## 100 Manekinów - Muzeum Mundurów Policyjnych Świata
Łódź, ul. Włókiennicza 5
Muzeum otwarte w 2023. Jest to ekspozycja kolekcji mundurów policji i żadarmerii przede wszystkim z Europy, ale również Ameryki Północnej, Ameryki Południowej i Azji. Kolekcja jest ciągle uzupełniana o nowe egzemplarze. Cała ekspozycja jest prywatną kolekcją Grzegorza Fajngolda.